# 24 uur van Le Mans 1931

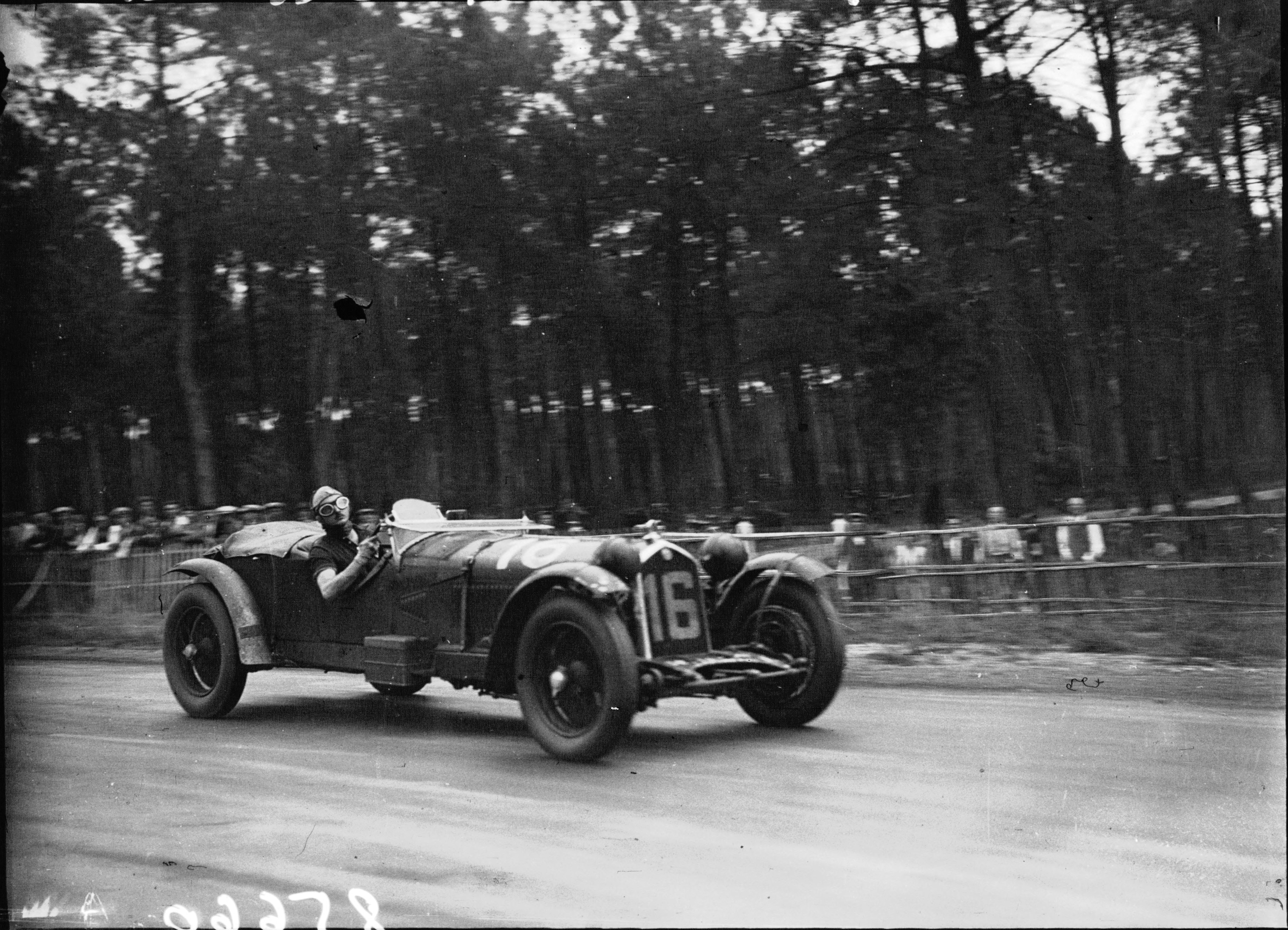
De winnende auto: de Alfa Romeo 8C-2300 LM #16.

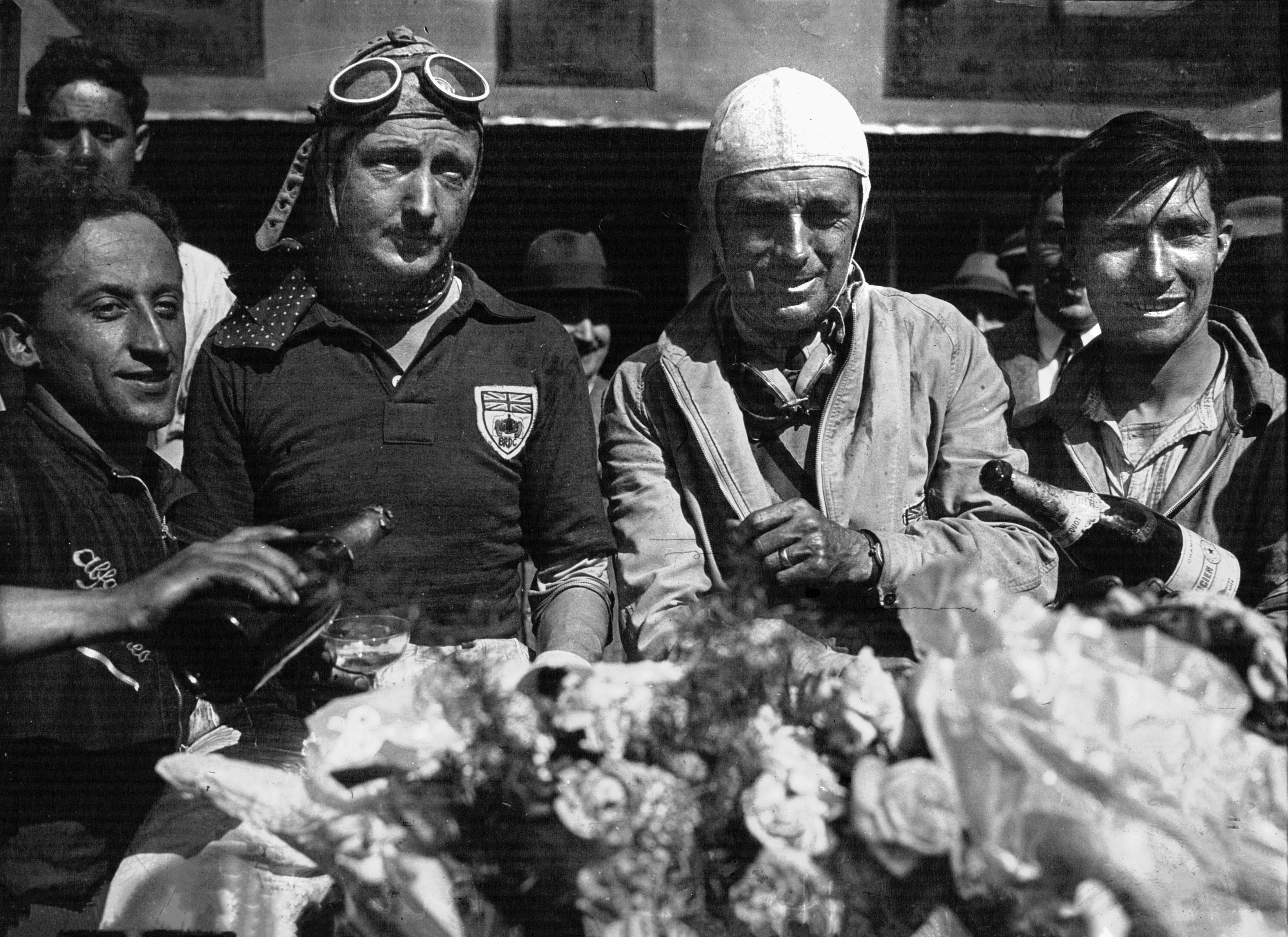
De winnende coureurs: Tim Birkin (links) en Earl Howe (rechts).

De 24 uur van Le Mans 1931 was de 9e editie van deze endurancerace. De race werd verreden op 13 en 14 juni 1931 op het Circuit de la Sarthe nabij Le Mans, Frankrijk.
De race werd gewonnen door de Earl Howe #16 van Earl Howe en Tim Birkin. Howe behaalde zijn eerste Le Mans-overwinning, terwijl Birkin zijn tweede zege behaalde. De 8.0-klasse werd gewonnen door de V. Tatarinoff #1 van Boris Ivanowski en Henri Stoffel. De 5.0-klasse werd gewonnen door de Roger Labric #9 van Henri Trébort en Louis Balart. De 1.5-klasse werd gewonnen door de Aston Martin Ltd #25 van Augustus Bertelli en Maurice Harvey. De 1.1-klasse werd gewonnen door de Roger Labric #29 van Just-Emile Vernet en Fernand Vallon.

## Race
Winnaars in hun klasse zijn vetgedrukt. De #31 Francis Samuelson werd niet geklasseerd omdat deze de laatste ronde van de race in meer dan 30 minuten aflegde. De #27 C. de Ricou en de #22 Marguerite Mareuse werden gediskwalificeerd omdat de brandstof van deze auto's te vroeg werd bijgevuld.
| Pos. | Klasse | No. | Team                         | Coureurs                               | Chassis                        | Motor                              | Banden | Ronden |
| ---- | ------ | --- | ---------------------------- | -------------------------------------- | ------------------------------ | ---------------------------------- | ------ | ------ |
| 1    | 3.0    | 16  | Earl Howe                    | Earl Howe Tim Birkin                   | Alfa Romeo 8C-2300 LM          | Alfa Romeo 2.3L S8 supercharged    | D      | 184    |
| 2    | 8.0    | 1   | V. Tatarinoff                | Boris Ivanowski Henri Stoffel          | Mercedes-Benz SSK              | Mercedes-Benz 7.1L S6 supercharged | E D    | 177    |
| 3    | 3.0    | 11  | Fox & Nicholl                | Tim Rose-Richards Owen Saunders-Davies | Talbot AV105                   | Talbot 3.0L S6                     | D      | 173    |
| 4    | 5.0    | 9   | Roger Labric                 | Henri Trébort Louis Balart             | Lorraine-Dietrich B3-6 Le Mans | Lorraine-Dietrich 3.4L S6          | D      | 150    |
| 5    | 1.5    | 25  | Aston Martin Ltd             | Augustus Bertelli Maurice Harvey       | Aston Martin International     | Aston Martin 1495cc S4             | D      | 139    |
| 6    | 1.1    | 29  | Roger Labric                 | Just-Emile Vernet Fernand Vallon       | Caban Spéciale                 | Ruby 1097cc S4                     | D      | 128    |
| NC   | 750    | 31  | Francis Samuelson            | Francis Samuelson Fred Kindell         | MG Midget C-type               | MG 746cc S4                        | D      | ?      |
| DNF  | 3.0    | 10  | Fox & Nicholl                | Brian Lewis John Stuart Hindmarsh      | Talbot AV105                   | Talbot 3.0L S6                     | D      | 132    |
| DNF  | 1.5    | 26  | Aston Martin Ltd             | Kenneth Peacock Sammy Newsome          | Aston Martin International     | Aston Martin 1495cc S4             | D      | 126    |
| DNF  | 1.5    | 24  | Aston Martin Ltd             | Humphrey Cook Jack Bezzant             | Aston Martin International     | Aston Martin 1495cc S4             | D      | 111    |
| DSQ  | 1.1    | 27  | C. de Ricou                  | Gustave Duverne Robert Girod           | BNC Type 527 Sport             | Ruby 1097cc S4                     | D      | 111    |
| DNF  | 3.0    | 14  | SA Alfa Romeo                | Attilio Marinoni Goffredo Zehender     | Alfa Romeo 8C 2300 LM          | Alfa Romeo 2.3L S8 supercharged    | D      | 99     |
| DNF  | 1.5    | 23  | Jean Sébilleau               | Jean Sébilleau Georges Delaroche       | Bugatti Type 37                | Bugatti 1496cc S4                  | D      | 96     |
| DNF  | 5.0    | 12  | Peter Hope-Johnson           | Peter Hope-Johnson Jack Bartlett       | Arrol-Aster 17/50              | Arrol-Aster 2.4L S6 supercharged   | D      | 95     |
| DNF  | 1.1    | 28  | Roger Labric                 | Roger Labric Yves Giraud-Cabantous     | Caban Spéciale                 | Ruby 1097cc S4                     | D      | 89     |
| DSQ  | 1.5    | 22  | Marguerite Mareuse           | Marguerite Mareuse Odette Siko         | Bugatti Type 40                | Bugatti 1496cc S4                  | E      | 45     |
| DNF  | 1.1    | 30  | Charles Charrier             | Charles Charrier Camille Royer         | Lombard AL3                    | Lombard 1097cc S4                  | D      | 45     |
| DNF  | 750    | 32  | Hon. Mrs J. Chetwynd         | Joan Chetwynd Henry Stisted            | MG Midget C-type               | MG 746cc S4                        | D      | 30     |
| DNF  | 5.0    | 7   | Gerald Bevan                 | Gerald Bevan Mike Couper               | Bentley 4½ Litre               | Bentley 4.4L S4                    | D      | 29     |
| DNF  | 8.0    | 5   | Automobiles Ettore Bugatti   | Albert Divo Guy Bouriat                | Bugatti Type 50S               | Bugatti 5.0L S8 supercharged       | M      | 26     |
| DNF  | 8.0    | 4   | Automobiles Ettore Bugatti   | Louis Chiron Achille Varzi             | Bugatti Type 50S               | Bugatti 5.0L S8 supercharged       | M      | 24     |
| DNF  | 3.0    | 19  | Antoine Schumann             | Pierre Louis-Dreyfus Antoine Schumann  | Bugatti Type 43                | Bugatti 2.3L S8 supercharged       | D      | 22     |
| DNF  | 8.0    | 6   | Automobiles Ettore Bugatti   | Maurice Rost Caberto Conelli           | Bugatti Type 50S               | Bugatti 5.0L S8 supercharged       | M      | 20     |
| DNF  | 8.0    | 3   | Édouard Brisson              | Édouard Brisson Joseph Cattaneo        | Stutz Model M Blackhawk        | Stutz 5.3L S8                      | D      | 19     |
| DNF  | 8.0    | 2   | Henri de Costier             | Henri de Costier Raymond Lussan        | Chrysler CG Imperial Eight     | Chrysler 6.3L S8                   | E      | 18     |
| DNF  | 5.0    | 8   | Henri de Costier             | Raymond Sommer Jean Delemer            | Chrysler CD Eight              | Chrysler 4.0L S8                   | E      | 14     |
| DNS  | 3.0    | 15  | SA Alfa Romeo                | Giuseppe Campari Ferdinando Minoia     | Alfa Romeo 8C 2300 LM          | Alfa Romeo 2.3L S8 supercharged    | ?      | 0      |
| DNA  | 3.0    | 18  | C. Brunet                    |                                        | Bugatti Type 43                | Bugatti 2.3L S8 supercharged       | ?      | 0      |
| DNA  | 1.5    | 20  | Société des Automobile Ariès |                                        | Ariès CB4                      | Ariès 1500cc S4                    | ?      | 0      |
| DNA  | 1.5    | 21  | Société des Automobile Ariès |                                        | Ariès CB4                      | Ariès 1500cc S4                    | ?      | 0      |

1923 · 1924 · 1925 · 1926 · 1927 · 1928 · 1929 · 1930 · 1931 · 1932 · 1933 · 1934 · 1935 · 1936 · 1937 · 1938 · 1939 · 1940 - 1948 · 1949 · 1950 · 1951 · 1952 · 1953 · 1954 · 1955 (Ramp) · 1956 · 1957 · 1958 · 1959 · 1960 · 1961 · 1962 · 1963 · 1964 · 1965 · 1966 · 1967 · 1968 · 1969 · 1970 · 1971 · 1972 · 1973 · 1974 · 1975 · 1976 · 1977 · 1978 · 1979 · 1980 · 1981 · 1982 · 1983 · 1984 · 1985 · 1986 · 1987 · 1988 · 1989 · 1990 · 1991 · 1992 · 1993 · 1994 · 1995 · 1996 · 1997 · 1998 · 1999 · 2000 · 2001 · 2002 · 2003 · 2004 · 2005 · 2006 · 2007 · 2008 · 2009 · 2010 · 2011 · 2012 · 2013 · 2014 · 2015 · 2016 · 2017 · 2018 · 2019 · 2020 · 2021 · 2022 · 2023 · 2024